# Illegalmente tuo
Illegalmente tuo (Illegally Yours) è un film del 1988 diretto da Peter Bogdanovich.